# Pestalotia diospyri
Pestalotia diospyri är en svampart som beskrevs av Syd. & P. Syd. 1913. Pestalotia diospyri ingår i släktet Pestalotia och familjen Amphisphaeriaceae.   Inga underarter finns listade i Catalogue of Life.